# C. J. Graham

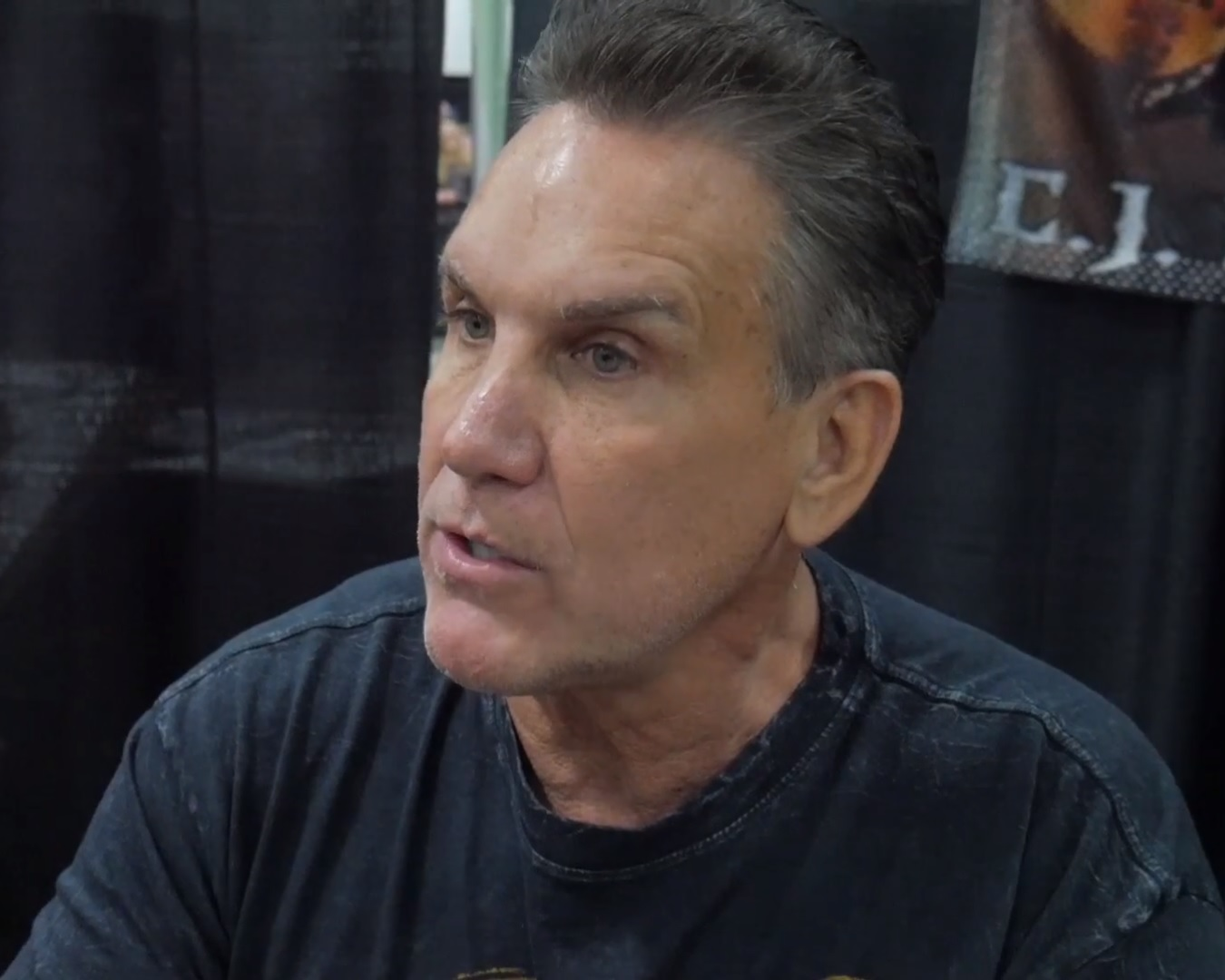
C. J. Graham

C. J. Graham ist ein US-amerikanischer Schauspieler.

## Leben
Graham, eigentlich ein Betreiber von Nachtclubs und Casinos, erhielt 1986 eher zufällig die Rolle des Jason Voorhees in Freitag der 13. Teil VI – Jason lebt. Als Jason trug er während des gesamten Filmes eine Maske, weshalb seine fehlende Schauspielausbildung kein Problem darstellte. Einige Jahre später spielte er neben Kristy Swanson und Patrick Bergin als Hellcop im Fantasyfilm Highway zur Hölle. Auch in dieser Rolle trug er eine Gesichtsmaske. Seither spielte er keine Filmrollen mehr und ist als Casinomanager tätig.

## Filmografie
- 1986: Freitag der 13. Teil VI – Jason lebt (Jason Lives: Friday the 13th Part VI)
- 1991: Highway zur Hölle (Highway to Hell)